# Diecezja Kartageny
Diecezja Kartageny (łac. Dioecesis Carthaginensis in Hispania) – diecezja Kościoła rzymskokatolickiego w Hiszpanii. Należy do metropolii Grenady.

## Historia
Diecezja powstała w I w., od IV w. archidiecezja (od 623 pod nazwą Cartagena–Bigastro). W 681 ponownie stała się diecezją, a w 1000 została zlikwidowana. Ponownie reaktywowana (pod pierwotną nazwą) w 1250, w 1957 uzyskała obecny kształt terytorialny.

## Główne świątynie
- Katedra: Katedra Najświętszej Maryi Panny w Murcji
- Bazyliki mniejsze:
  - Bazylika Niepokalanego Poczęcia Najświętszej Maryi Panny w Yecli
  - Bazylika Świętego Krzyża w Caravaca de la Cruz
  - Bazylika Matki Bożej Miłosierdzia w Kartagenie

## Biskupi
- biskup diecezjalny: José Manuel Lorca Planes (od 2009)